# Breitenau, Bas-Rhin

Breitenau este o comună în departamentul Bas-Rhin, Franța. În 1 ianuarie 2022 avea o populație de 337 de locuitori.